# سیروس غنی
سیروس غنی ‏(۲۰ آبان ۱۳۰۸ سبزوار – ۱۵ دی ۱۳۹۴ آمریکا) حقوق‌دان و تاریخ‌پژوه ایرانی بود.

## زندگی
سیروس غنی "Cyrus Ghani"در ۲۰ آبان ۱۳۰۸ در سبزوار به دنیا آمد. پدرش قاسم غنی بود. پس از انتخاب پدر به عنوان نماینده مجلس به همراه خانواده به تهران نقل مکان کرد. دوره متوسطه را در تهران، بیروت و لندن سپری کرد و برای تحصیلات دانشگاهی به آمریکا رفت. پس از اخذ مدرک کارشناسی ادبیات انگلیسی در نهایت از دانشگاه نیویورک با مدرک دکتری حقوق فارغ‌التحصیل شد.
وی مجموعه کم‌نظیری از کتاب‌های مربوط به ایران داشت که توصیفی از آن‌ها را در کتاب خود ایران و غرب عرضه کرده‌است.
او خاطرات و یادداشت‌های پدرش دکتر قاسم غنی را در سیزده جلد منتشر کرد که خلاصه‌ای از آن با نام Man of Many Worlds با ترجمه پال اسپراکمن به زبان انگلیسی منتشر شد. وی همچنین دوستدار جدی سینما بود و کتابی دربارهٔ فیلم‌های مهم تاریخ سینما نوشته‌است.
مهم‌ترین تألیف او کتاب برافتادن قاجار و برآمدن رضاشاه است.

سیروس غنی روز سه شنبه ۱۵ دی ۱۳۹۴ در ۸۶ سالگی در آمریکا درگذشت.